# هایلیگن کروز ایم لافنیتستال
هایلیگن کروز ایم لافنیتستال (به آلمانی: Heiligenkreuz im Lafnitztal) یک منطقهٔ مسکونی در اتریش است که در ناحیه ینرسدورف واقع شده‌است. هایلیگن کروز ایم لافنیتستال ۱٬۲۴۵ نفر جمعیت دارد.